# Leigh Turner

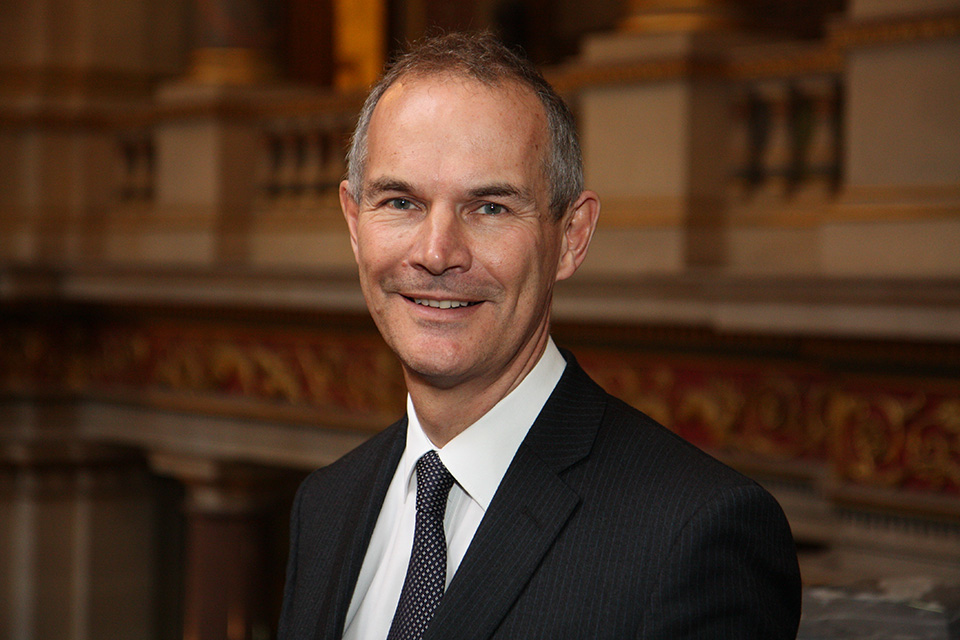
Leigh Turner (2015)

Robert Leigh Turner (geboren 13. März 1958) ist ein britischer Diplomat. Von 2016 bis 2021 war er britischer Botschafter in Österreich und von 2008 bis 2012 britischer Botschafter in der Ukraine.

## Leben
Leigh Turner wuchs in Nigeria, Exeter, Lesotho und Swasiland auf. Nach der Grammar School in Manchester besuchte er von 1976 bis 1979 das Downing College der University of Cambridge.
Anschließend war er im Department for Transport und im Department of the Environment tätig, ab 1983 war er für das Foreign Office unter anderem in Wien (1984 bis 1987), Moskau (1992 bis 1995) und Berlin (1998 bis 2002) tätig. Ab 2006 war er Director of Overseas Territories in London, 2008 wurde er Botschafter in der Ukraine. Ab 2012 war er britischer Generalkonsul in Istanbul.
Mit 29. August 2016 folgte er Susan le Jeune d’Allegeershecque als Botschafter in  Wien und als Ständiger Vertreter des Vereinigten Königreichs bei den Vereinten Nationen in Wien. Turner ging 2021 in Pension, seine Nachfolgerin wurde Lindsay Skoll.
Unter dem Pseudonym Robert Pimm schrieb er Kriminalromane.
Leigh Turner ist Vater zweier Kinder.

## Auszeichnungen
- 2014: Companion des Order of St. Michael and St. George (CMG)[11]

## Werke (Auswahl)
- Robert Pimm: Blood Summit. Thriller
- Seven Hotel Stories.
- The Hitchhiker’s Guide to Diplomacy: Wie Diplomatie die Welt erklärt. Czernin, Wien 2023, ISBN 978-3-7076-0798-7.[12]